# Гольдштейн, Михаил Юльевич
Михаи́л Ю́льевич Гольдште́йн (псевдонимы — М. Ю. Г., Cardanus; 4 декабря 1853, Одесса — 23 октября 1905, Архангельск) — российский учёный, педагог, общественный деятель и публицист.

## Биография
Михаил Гольдштейн родился 4 декабря 1853 года в городе Одессе; младший брат пианиста и композитора Эдуарда Гольдштейна.
Занимал должность приват-доцента Санкт-Петербургского университета (1891—1901 гг.). Избран профессором Харьковского университета (1902). Преподавал физику в петербургских гимназиях. По убеждениям был социал-демократом. Печатался в «Научном обозрении», «Мире Божьем», «Русском богатстве», «Мысли», «Новостях» и других изданиях.
Гольдштейн разместил ряд своих статей в Энциклопедическом словаре Брокгауза и Ефрона и в Большой энциклопедии Южакова.
Михаил Юльевич Гольдштейн был убит толпой погромщиков-антисемитов в Архангельске осенью 1905 года. Похоронен на Литераторских мостках Волкова кладбища в Санкт-Петербурге.

## Избранная библиография
- «Основы философии химии»;
- «Живое и мертвое»;
- «О физическом и духовном воспитании»;
- «Очерки из истории естествознания» (перевод с дополнениями сочинения Данеманна).